# هبة فخر الدين
هبة محمد هلال طاهر فخر الدين (ولدت في 19 نوفمبر 1990)، والمعروفة باسم هبة فخر الدين هي لاعبة كرة قدم أردنية تلعب في مركز الدفاع لنادي شباب الأردن في الدوري الأردني. وقد كانت لاعبة في منتخب الأردن للسيدات.